# Sainte-Marie-aux-Mines
Sainte-Marie-aux-Mines é uma comuna francesa na região administrativa de Grande Leste, no departamento Alto Reno. Estende-se por uma área de 45,05 km². Em 2010 a comuna tinha 5 200 habitantes (densidade: 115,4 hab./km²).